# Specie di Dictynidae
Di seguito vengono descritte tutte le 578 specie della famiglia di ragni Dictynidae note a giugno 2014.

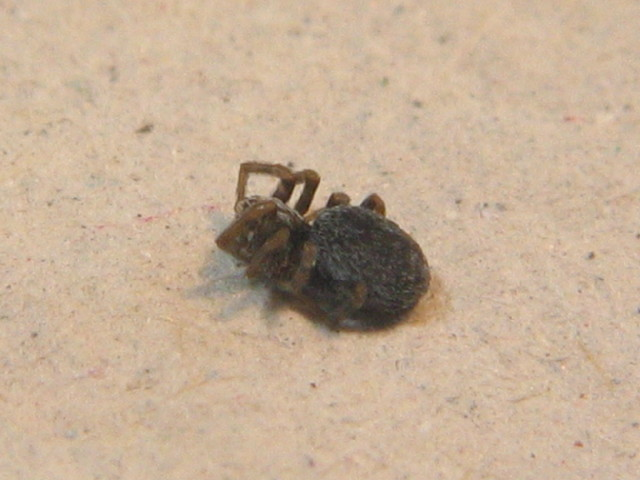
Archaeodictyna ammophila

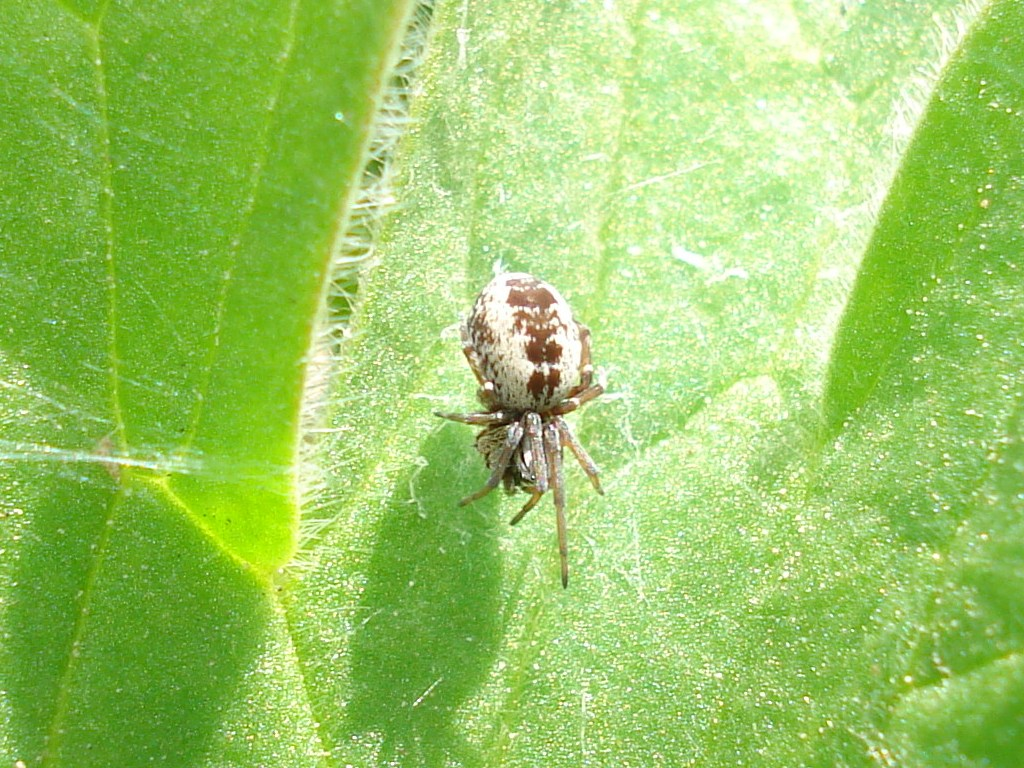
Brigittea civica

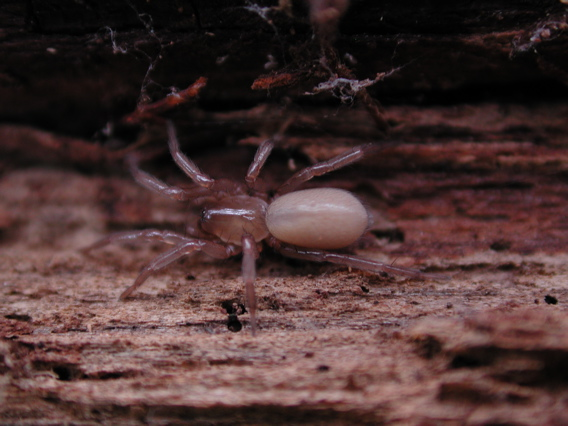
Cicurina sp.

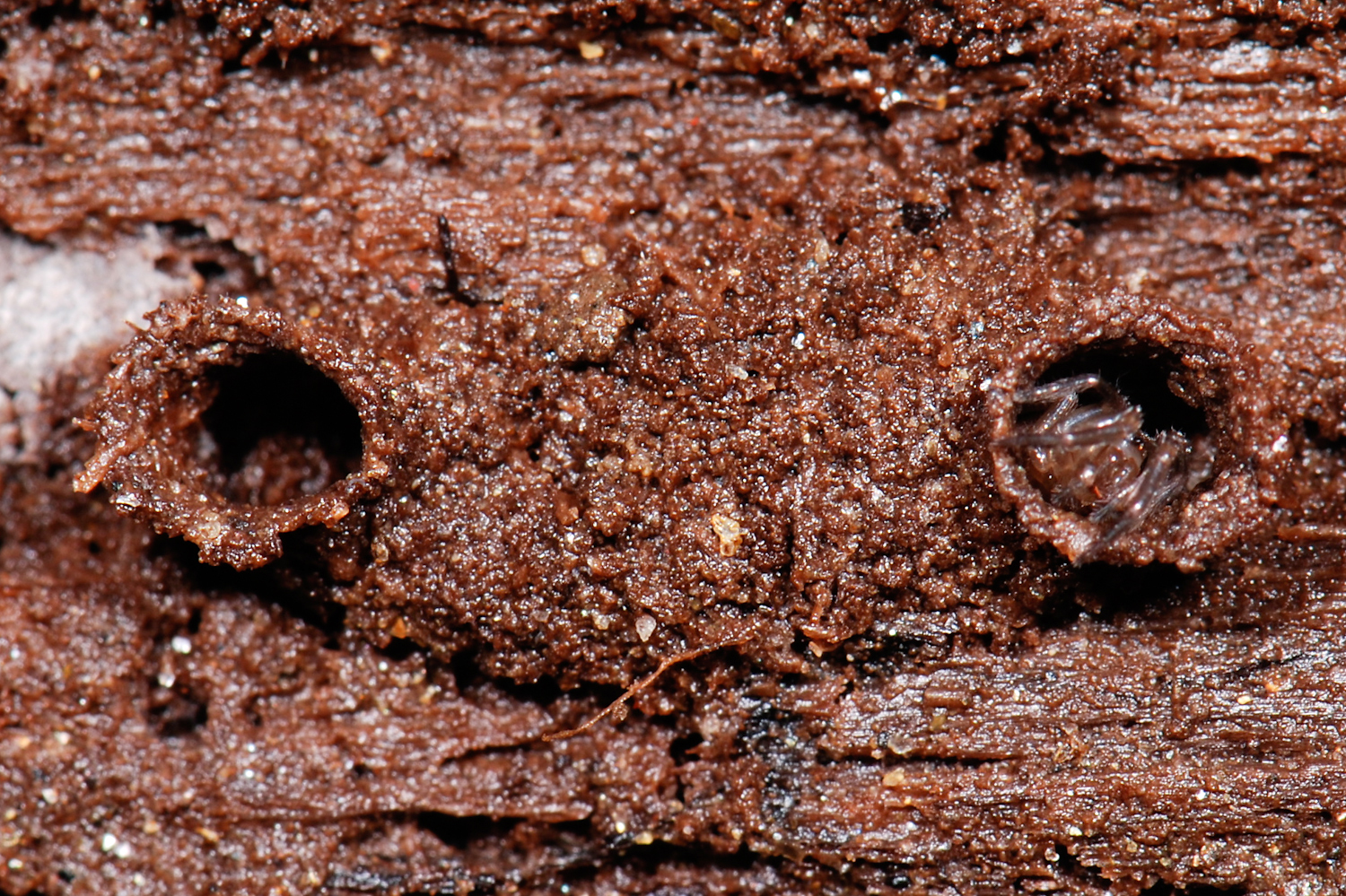
Cicurina bryantae nella sua tana

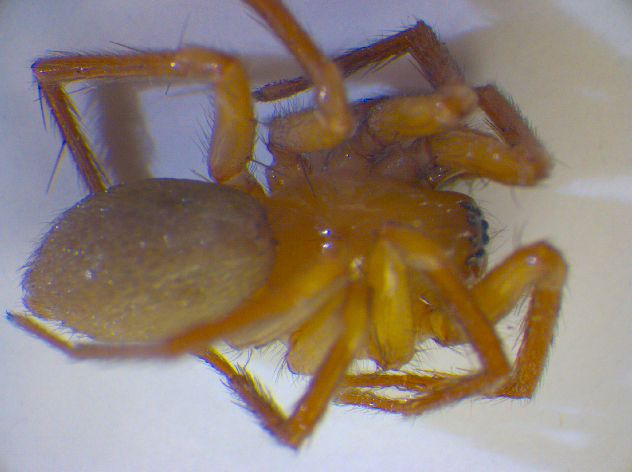
Cicurina cicur

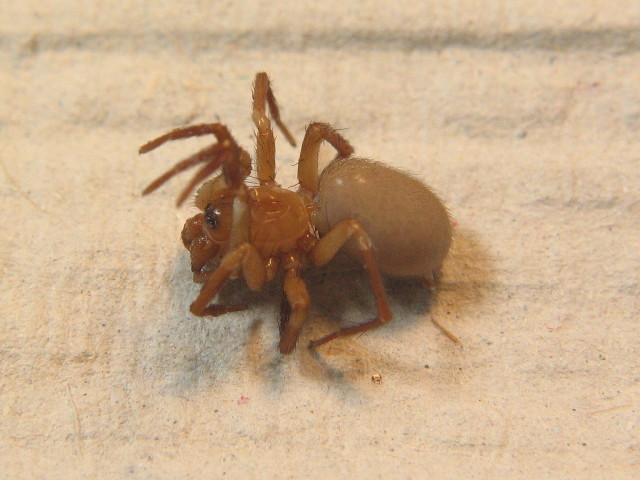
Cicurina cicur

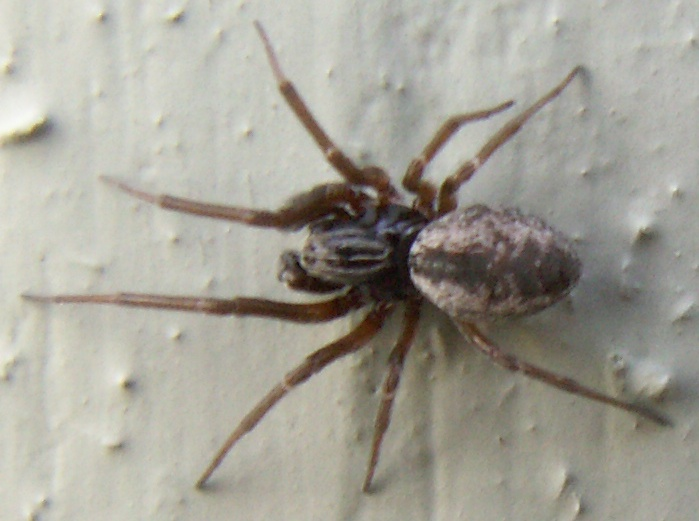
Dictyna arundinacea

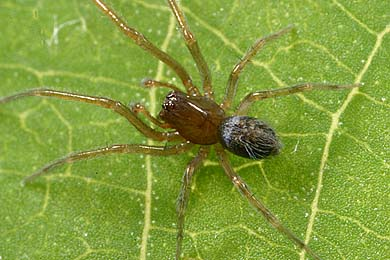
Lathys insulana maschio

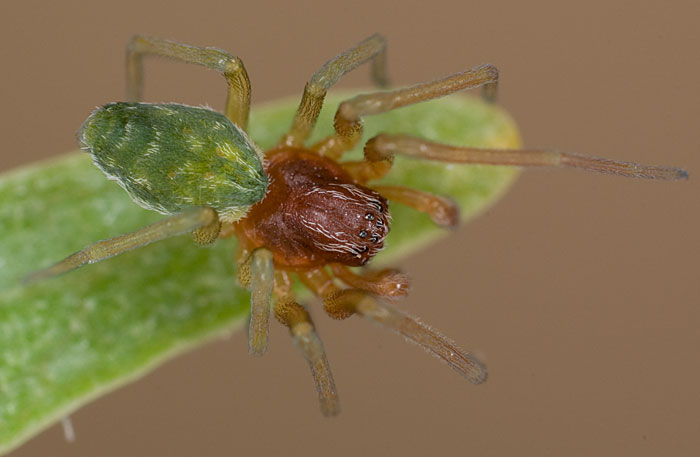
Nigma walckenaeri maschio

## Adenodictyna
Adenodictyna Ono, 2008
- Adenodictyna kudoae Ono, 2008 — Giappone

## Aebutina
Aebutina Simon, 1892
- Aebutina binotata Simon, 1892 — Ecuador, Brasile

## Ajmonia
Ajmonia Caporiacco, 1934
- Ajmonia aurita Song & Lu, 1985 — Cina
- Ajmonia capucina (Schenkel, 1936) — Cina
- Ajmonia lehtineni Marusik & Koponen, 1998 — Mongolia
- Ajmonia numidica (Denis, 1937) — Algeria
- Ajmonia patellaris (Simon, 1910) — Algeria
- Ajmonia procera (Kulczynski, 1901) — Cina
- Ajmonia psittacea (Schenkel, 1936) — Cina
- Ajmonia velifera (Simon, 1906) — dall'India alla Cina

## Altella
Altella Simon, 1884
- Altella aussereri Thaler, 1990 — Italia
- Altella biuncata (Miller, 1949) — Europa centrale
- Altella caspia Ponomarev, 2008 — Kazakistan
- Altella hungarica Loksa, 1981 — Ungheria
- Altella lucida (Simon, 1874) — Europa
- Altella media Wunderlich, 1992 — Isole Canarie
- Altella opaca Simon, 1910 — Algeria
- Altella orientalis Balogh, 1935 — Ungheria
- Altella pygmaea Wunderlich, 1992 — Isole Canarie
- Altella uncata Simon, 1884 — Algeria

## Anaxibia
Anaxibia Thorell, 1898
- Anaxibia caudiculata Thorell, 1898 — Myanmar
- Anaxibia difficilis (Kraus, 1960) — Isola São Tomé
- Anaxibia nigricauda (Simon, 1905) — Sri Lanka
- Anaxibia peteri (Lessert, 1933) — Angola
- Anaxibia pictithorax (Kulczynski, 1908) — Giava
- Anaxibia rebai (Tikader, 1966) — India, Isole Andamane

## Arangina
Arangina Lehtinen, 1967
- Arangina cornigera (Dalmas, 1917) — Nuova Zelanda
- Arangina pluva Forster, 1970 — Nuova Zelanda

## Archaeodictyna
Archaeodictyna Caporiacco, 1928
- Archaeodictyna ammophila (Menge, 1871) — dall'Europa all'Asia centrale
- Archaeodictyna anguiniceps (Simon, 1899) — Africa settentrionale e orientale
- Archaeodictyna condocta (O. P.-Cambridge, 1876) — Nordafrica, Kazakistan
- Archaeodictyna consecuta (O. P.-Cambridge, 1872) — Regione paleartica
- Archaeodictyna minutissima (Miller, 1958) — Europa
- Archaeodictyna sexnotata (Simon, 1890) — Yemen
- Archaeodictyna suedicola (Simon, 1890) — Yemen
- Archaeodictyna tazzeiti (Denis, 1954) — Algeria
- Archaeodictyna ulova Griswold & Meikle-Griswold, 1987 — Sudafrica

## Arctella
Arctella Holm, 1945
- Arctella lapponica Holm, 1945 — Scandinavia, Russia
- Arctella subnivalis Ovtchinnikov, 1989 — Kirghizistan

## Argenna
Argenna Thorell, 1870
- Argenna alxa Tang, 2011 — Cina
- Argenna obesa Emerton, 1911 — USA, Canada
- Argenna patula (Simon, 1874) — Regione paleartica
- Argenna polita (Banks, 1898) — Messico
- Argenna subnigra (O. P.-Cambridge, 1861) — Europa, Russia
- Argenna yakima Chamberlin & Gertsch, 1958 — USA

## Argennina
Argennina Gertsch & Mulaik, 1936
- Argennina unica Gertsch & Mulaik, 1936 — USA

## Atelolathys
Atelolathys Simon, 1892
- Atelolathys varia Simon, 1892 — Sri Lanka

## Banaidja
Banaidja Lehtinen, 1967
- Banaidja bifasciata (L. Koch, 1872) — Isole Samoa

## Bannaella
Bannaella Zhang & Li, 2011
- Bannaella sinuata Zhang & Li, 2011 — Cina
- Bannaella tibialis Zhang & Li, 2011 — Cina

## Blabomma
Blabomma Chamberlin & Ivie, 1937
- Blabomma californicum (Simon, 1895) — USA
- Blabomma flavipes Chamberlin & Ivie, 1937 — USA
- Blabomma foxi Chamberlin & Ivie, 1937 — USA
- Blabomma guttatum Chamberlin & Ivie, 1937 — USA
- Blabomma hexops Chamberlin & Ivie, 1937 — USA
- Blabomma lahondae (Chamberlin & Ivie, 1937) — USA
- Blabomma oregonense Chamberlin & Ivie, 1937 — USA
- Blabomma sanctum Chamberlin & Ivie, 1937 — USA
- Blabomma sylvicola (Chamberlin & Ivie, 1937) — USA
- Blabomma uenoi Paik & Yaginuma, 1969 — Corea
- Blabomma yosemitense Chamberlin & Ivie, 1937 — USA

## Brigittea
Brigittea Lehtinen, 1967
- Brigittea civica (Lucas, 1850) — Europa, Nordafrica, Nordamerica
- Brigittea innocens O. P.-Cambridge, 1872 — Mediterraneo orientale, Kazakistan
- Brigittea latens (Fabricius, 1775) — dall'Europa all'Asia centrale 
  - Brigittea latens mutabilis Spassky & Shnitnikov, 1937 — Kazakistan
- Brigittea vicina Simon, 1873 — dal Mediterraneo all'Asia centrale

## Brommella
Brommella Tullgren, 1948
- Brommella bishopi (Chamberlin & Gertsch, 1958) — USA
- Brommella falcigera (Balogh, 1935) — Europa
- Brommella hellenensis Wunderlich, 1995 — Grecia
- Brommella lactea (Chamberlin & Gertsch, 1958) — USA
- Brommella monticola (Gertsch & Mulaik, 1936) — USA
- Brommella punctosparsa (Oi, 1957) — Cina, Corea, Giappone

## Callevophthalmus
Callevophthalmus Simon, 1906
- Callevophthalmus albus (Keyserling, 1890) — Australia, Isola Lord Howe
- Callevophthalmus maculatus (Keyserling, 1890) — Nuovo Galles del Sud

## Chaerea
Chaerea Simon, 1884
- Chaerea maritimus Simon, 1884 — Algeria

## Chorizomma
Chorizomma Simon, 1872
- Chorizomma subterraneum Simon, 1872 — Spagna, Francia

## Cicurina
Cicurina Menge, 1871
- Cicurina aenigma Gertsch, 1992 — USA
- Cicurina alpicora Barrows, 1945 — USA
- Cicurina anhuiensis Chen, 1986 — Cina
- Cicurina arcata Chamberlin & Ivie, 1940 — USA
- Cicurina arcuata Keyserling, 1887 — USA, Canada
- Cicurina arizona Chamberlin & Ivie, 1940 — USA
- Cicurina arkansa Gertsch, 1992 — USA
- Cicurina armadillo Gertsch, 1992 — USA
- Cicurina atomaria Simon, 1898 — USA
- Cicurina bandera Gertsch, 1992 — USA
- Cicurina bandida Gertsch, 1992 — USA
- Cicurina baronia Gertsch, 1992 — USA
- Cicurina barri Gertsch, 1992 — USA
- Cicurina blanco Gertsch, 1992 — USA
- Cicurina breviaria Bishop & Crosby, 1926 — USA
- Cicurina brevis (Emerton, 1890) — USA, Canada
- Cicurina browni Gertsch, 1992 — USA
- Cicurina brunsi Cokendolpher, 2004 — USA
- Cicurina bryantae Exline, 1936 — USA
- Cicurina bullis Cokendolpher, 2004 — USA
- Cicurina buwata Chamberlin & Ivie, 1940 — USA
- Cicurina caliga Cokendolpher & Reddell, 2001 — USA
- Cicurina calyciforma Wang & Xu, 1989 — Cina
- Cicurina cavealis Bishop & Crosby, 1926 — USA
- Cicurina caverna Gertsch, 1992 — USA
- Cicurina cicur (Fabricius, 1793) — dall'Europa all'Asia centrale
- Cicurina coahuila Gertsch, 1971 — Messico
- Cicurina colorada Chamberlin & Ivie, 1940 — USA
- Cicurina coryelli Gertsch, 1992 — USA
- Cicurina davisi Exline, 1936 — USA
- Cicurina delrio Gertsch, 1992 — USA
- Cicurina deserticola Chamberlin & Ivie, 1940 — USA
- Cicurina dorothea Gertsch, 1992 — USA
- Cicurina eburnata Wang, 1994 — Cina
- Cicurina ezelli Gertsch, 1992 — USA
- Cicurina gertschi Exline, 1936 — USA
- Cicurina gruta Gertsch, 1992 — USA
- Cicurina harrietae Gertsch, 1992 — USA
- Cicurina hexops Chamberlin & Ivie, 1940 — USA
- Cicurina holsingeri Gertsch, 1992 — USA
- Cicurina hoodensis Cokendolpher & Reddell, 2001 — USA
- Cicurina idahoana Chamberlin, 1919 — USA, Canada
- Cicurina intermedia Chamberlin & Ivie, 1933 — USA
- Cicurina itasca Chamberlin & Ivie, 1940 — USA
- Cicurina iviei Gertsch, 1971 — Messico
- Cicurina japonica (Simon, 1886) — Corea, Giappone (introdotto in Europa)
- Cicurina jiangyongensis Peng, Gong & Kim, 1996 — Cina
- Cicurina jonesi Chamberlin & Ivie, 1940 — USA
- Cicurina joya Gertsch, 1992 — USA
- Cicurina kimyongkii Paik, 1970 — Corea
- Cicurina leona Gertsch, 1992 — Messico
- Cicurina loftini Cokendolpher, 2004 — USA
- Cicurina ludoviciana Simon, 1898 — USA
- Cicurina machete Gertsch, 1992 — USA
- Cicurina maculifera Yaginuma, 1979 — Giappone
- Cicurina maculipes Saito, 1934 — Giappone
- Cicurina madla Gertsch, 1992 — USA
- Cicurina marmorea Gertsch, 1992 — USA
- Cicurina maya Gertsch, 1977 — Messico
- Cicurina mckenziei Gertsch, 1992 — USA
- Cicurina medina Gertsch, 1992 — USA
- Cicurina menardia Gertsch, 1992 — USA
- Cicurina microps Chamberlin & Ivie, 1940 — USA
- Cicurina mina Gertsch, 1971 — Messico
- Cicurina minima Chamberlin & Ivie, 1940 — USA
- Cicurina minnesota Chamberlin & Ivie, 1940 — USA
- Cicurina minorata (Gertsch & Davis, 1936) — USA
- Cicurina mirifica Gertsch, 1992 — USA
- Cicurina mixmaster Cokendolpher & Reddell, 2001 — USA
- Cicurina modesta Gertsch, 1992 — USA
- Cicurina neovespera Cokendolpher, 2004 — USA
- Cicurina nervifera Yin et al., 2012 — Cina
- Cicurina nevadensis Simon, 1886 — USA
- Cicurina obscura Gertsch, 1992 — USA
- Cicurina oklahoma Gertsch, 1992 — USA
- Cicurina orellia Gertsch, 1992 — USA
- Cicurina pablo Gertsch, 1992 — USA
- Cicurina pacifica Chamberlin & Ivie, 1940 — USA
- Cicurina pagosa Chamberlin & Ivie, 1940 — USA
- Cicurina pallida Keyserling, 1887 — USA
- Cicurina pampa Chamberlin & Ivie, 1940 — USA
- Cicurina paphlagoniae Brignoli, 1978 — Turchia
- Cicurina parma Chamberlin & Ivie, 1940 — USA
- Cicurina pastura Gertsch, 1992 — USA
- Cicurina patei Gertsch, 1992 — USA
- Cicurina peckhami (Simon, 1898) — USA, Canada, Alaska
- Cicurina phaselus Paik, 1970 — Corea
- Cicurina placida Banks, 1892 — USA
- Cicurina platypus Cokendolpher, 2004 — USA
- Cicurina porteri Gertsch, 1992 — USA
- Cicurina puentecilla Gertsch, 1992 — USA
- Cicurina pusilla (Simon, 1886) — USA
- Cicurina rainesi Gertsch, 1992 — USA
- Cicurina reclusa Gertsch, 1992 — USA
- Cicurina reddelli Gertsch, 1992 — USA
- Cicurina rhodiensis Caporiacco, 1948 — Rodi (Dodecaneso)
- Cicurina riogrande Gertsch & Mulaik, 1940 — USA
- Cicurina robusta Simon, 1886 — USA
- Cicurina rosae Gertsch, 1992 — USA
- Cicurina rudimentops Chamberlin & Ivie, 1940 — USA
- Cicurina russelli Gertsch, 1992 — USA
- Cicurina sansaba Gertsch, 1992 — USA
- Cicurina secreta Gertsch, 1992 — USA
- Cicurina selecta Gertsch, 1992 — USA
- Cicurina serena Gertsch, 1992 — USA
- Cicurina shasta Chamberlin & Ivie, 1940 — USA
- Cicurina sheari Gertsch, 1992 — USA
- Cicurina sierra Chamberlin & Ivie, 1940 — USA
- Cicurina simplex Simon, 1886 — USA, Canada, Alaska
- Cicurina sintonia Gertsch, 1992 — USA
- Cicurina sprousei Gertsch, 1992 — USA
- Cicurina stowersi Gertsch, 1992 — USA
- Cicurina suttoni Gertsch, 1992 — USA
- Cicurina tacoma Chamberlin & Ivie, 1940 — USA
- Cicurina tersa Simon, 1886 — USA, Canada
- Cicurina texana (Gertsch, 1935) — USA
- Cicurina tianmuensis Song & Kim, 1991 — Cina
- Cicurina tortuba Chamberlin & Ivie, 1940 — USA
- Cicurina travisae Gertsch, 1992 — USA
- Cicurina troglobia Cokendolpher, 2004 — USA
- Cicurina troglodytes Yaginuma, 1972 — Giappone
- Cicurina ubicki Gertsch, 1992 — USA
- Cicurina utahana Chamberlin, 1919 — USA
- Cicurina uvalde Gertsch, 1992 — USA
- Cicurina varians Gertsch & Mulaik, 1940 — USA
- Cicurina venefica Gertsch, 1992 — USA
- Cicurina venii Gertsch, 1992 — USA
- Cicurina vespera Gertsch, 1992 — USA
- Cicurina vibora Gertsch, 1992 — USA
- Cicurina wartoni Gertsch, 1992 — USA
- Cicurina watersi Gertsch, 1992 — USA
- Cicurina wiltoni Gertsch, 1992 — USA

## Devade
Devade Simon, 1884
- Devade dubia Caporiacco, 1934 — Karakorum
- Devade indistincta (O. P.-Cambridge, 1872) — Mar Mediterraneo
- Devade kazakhstanica Esyunin & Efimik, 2000 — Kazakistan
- Devade lehtineni Esyunin & Efimik, 2000 — Kazakistan
- Devade libanica (Denis, 1955) — Libano
- Devade miranda Ponomarev, 2007 — Kazakistan
- Devade mongolica Esyunin & Marusik, 2001 — Mongolia
- Devade pusilla Simon, 1910 — Algeria
- Devade tenella (Tyschchenko, 1965) — dall'Ucraina alla Cina

## Dictyna
Dictyna Sundevall, 1833
- Dictyna abundans Chamberlin & Ivie, 1941 — USA
- Dictyna agressa Ivie, 1947 — USA
- Dictyna alaskae Chamberlin & Ivie, 1947 — Regione olartica
- Dictyna albicoma Simon, 1893 — Venezuela
- Dictyna albida O. P.-Cambridge, 1885 — India, Pakistan, Yarkand (Cina)
- Dictyna albopilosa Franganillo, 1936 — Cuba
- Dictyna albovittata Keyserling, 1881 — Perù
- Dictyna alyceae Chickering, 1950 — Panama
- Dictyna andesiana Berland, 1913 — Ecuador
- Dictyna annexa Gertsch & Mulaik, 1936 — USA, Messico
- Dictyna apacheca Chamberlin & Ivie, 1935 — USA
- Dictyna armata Thorell, 1875 — Ucraina, Georgia
- Dictyna arundinacea (Linnaeus, 1758) — Regione olartica
- Dictyna bellans Chamberlin, 1919 — USA, Mexico 
  - Dictyna bellans hatchi Jones, 1948 — USA
- Dictyna bispinosa Simon, 1906 — Myanmar
- Dictyna bostoniensis Emerton, 1888 — USA, Canada
- Dictyna brevitarsa Emerton, 1915 — USA, Canada, Alaska
- Dictyna cafayate Mello-Leitão, 1941 — Argentina
- Dictyna calcarata Banks, 1904 — USA, Messico, Hawaii
- Dictyna cambridgei Gertsch & Ivie, 1936 — Messico
- Dictyna cavata Jones, 1947 — USA, Cuba
- Dictyna cebolla Ivie, 1947 — USA
- Dictyna cholla Gertsch & Davis, 1942 — USA, Messico
- Dictyna colona Simon, 1906 — Nuova Caledonia
- Dictyna coloradensis Chamberlin, 1919 — USA
- Dictyna columbiana Becker, 1886 — Colombia, Venezuela
- Dictyna cronebergi Simon, 1889 — Turkmenistan
- Dictyna crosbyi Gertsch & Mulaik, 1940 — USA
- Dictyna dahurica Danilov, 2000 — Russia
- Dictyna dauna Chamberlin & Gertsch, 1958 — USA, Isole Bahama
- Dictyna denisi (Lehtinen, 1967) — Niger
- Dictyna donaldi Chickering, 1950 — Panama
- Dictyna dunini Danilov, 2000 — Russia
- Dictyna ectrapela (Keyserling, 1886) — Perù
- Dictyna felis Bösenberg & Strand, 1906 — Russia, Cina, Corea, Giappone
- Dictyna flavipes Hu, 2001 — Cina
- Dictyna fluminensis Mello-Leitão, 1924 — Brasile
- Dictyna foliacea (Hentz, 1850) — USA, Canada
- Dictyna foliicola Bösenberg & Strand, 1906 — Russia, Cina, Corea, Giappone
- Dictyna formidolosa Gertsch & Ivie, 1936 — USA, Canada
- Dictyna fuerteventurensis Schmidt, 1976 — Isole Canarie
- Dictyna gloria Chamberlin & Ivie, 1944 — USA
- Dictyna guanchae Schmidt, 1968 — Isole Canarie
- Dictyna guerrerensis Gertsch & Davis, 1937 — Messico
- Dictyna guineensis Denis, 1955 — Guinea
- Dictyna hamifera Thorell, 1872 — Finlandia, Russia 
  - Dictyna hamifera simulans Kulczynski, 1916 — Russia
- Dictyna idahoana Chamberlin & Ivie, 1933 — USA
- Dictyna ignobilis Kulczynski, 1895 — Moldavia, Armenia
- Dictyna incredula Gertsch & Davis, 1937 — Messico
- Dictyna jacalana Gertsch & Davis, 1937 — Messico
- Dictyna juno Ivie, 1947 — USA
- Dictyna kosiorowiczi Simon, 1873 — Mediterraneo occidentale
- Dictyna laeviceps Simon, 1910 — Algeria
- Dictyna lecta Chickering, 1952 — Panama
- Dictyna lhasana Hu, 2001 — Cina
- Dictyna linzhiensis Hu, 2001 — Cina
- Dictyna livida (Mello-Leitão, 1941) — Argentina
- Dictyna longispina Emerton, 1888 — USA
- Dictyna major Menge, 1869 — Regione olartica
- Dictyna marilina Chamberlin, 1948 — USA
- Dictyna meditata Gertsch, 1936 — dal Messico a Panama, Cuba
- Dictyna miniata Banks, 1898 — Messico
- Dictyna minuta Emerton, 1888 — USA, Canada
- Dictyna moctezuma Gertsch & Davis, 1942 — Messico
- Dictyna mora Chamberlin & Gertsch, 1958 — USA
- Dictyna namulinensis Hu, 2001 — Cina
- Dictyna nangquianensis Hu, 2001 — Cina
- Dictyna navajoa Gertsch & Davis, 1942 — Messico
- Dictyna nebraska Gertsch, 1946 — USA
- Dictyna obydovi Marusik & Koponen, 1998 — Russia
- Dictyna paitaensis Schenkel, 1953 — Cina
- Dictyna palmgreni Marusik & Fritzén, 2011 — Russia, Finlandia
- Dictyna paramajor Danilov, 2000 — Russia
- Dictyna peon Chamberlin & Gertsch, 1958 — USA, Messico
- Dictyna personata Gertsch & Mulaik, 1936 — USA, Messico
- Dictyna pictella Chamberlin & Gertsch, 1958 — USA
- Dictyna procerula Bösenberg & Strand, 1906 — Giappone
- Dictyna puebla Gertsch & Davis, 1937 — Messico
- Dictyna pusilla Thorell, 1856 — Regione paleartica
- Dictyna quadrispinosa Emerton, 1919 — USA
- Dictyna ranchograndei Caporiacco, 1955 — Venezuela
- Dictyna saepei Chamberlin & Ivie, 1941 — USA
- Dictyna saltona Chamberlin & Gertsch, 1958 — USA
- Dictyna sancta Gertsch, 1946 — USA, Canada
- Dictyna schmidti Kulczynski, 1926 — Svezia, Finlandia, Russia
- Dictyna secuta Chamberlin, 1924 — USA, Messico
- Dictyna sierra Chamberlin, 1948 — USA
- Dictyna similis Keyserling, 1878 — Uruguay
- Dictyna simoni Petrunkevitch, 1911 — Venezuela
- Dictyna sinaloa Gertsch & Davis, 1942 — Messico
- Dictyna siniloanensis Barrion & Litsinger, 1995 — Filippine
- Dictyna sonora Gertsch & Davis, 1942 — Messico
- Dictyna sotnik Danilov, 1994 — Russia
- Dictyna subpinicola Ivie, 1947 — USA
- Dictyna sylvania Chamberlin & Ivie, 1944 — USA
- Dictyna szaboi Chyzer, 1891 — Ungheria, Repubblica Ceca, Slovacchia
- Dictyna tarda Schmidt, 1971 — Ecuador
- Dictyna terrestris Emerton, 1911 — USA
- Dictyna togata Simon, 1904 — Cile
- Dictyna tridentata Bishop & Ruderman, 1946 — USA
- Dictyna trivirgata Mello-Leitão, 1943 — Cile
- Dictyna tucsona Chamberlin, 1948 — USA, Messico
- Dictyna tullgreni Caporiacco, 1949 — Kenya
- Dictyna turbida Simon, 1905 — India, Sri Lanka
- Dictyna tyshchenkoi Marusik, 1988 — Russia 
  - Dictyna tyshchenkoi wrangeliana Marusik, 1988 — Isola di Wrangel
- Dictyna ubsunurica Marusik & Koponen, 1998 — Russia
- Dictyna umai Tikader, 1966 — India
- Dictyna uncinata Thorell, 1856 — Regione paleartica
- Dictyna uvs Marusik & Koponen, 1998 — Russia
- Dictyna uzbekistanica Charitonov, 1946 — Uzbekistan
- Dictyna varians Spassky, 1952 — Russia, Asia centrale
- Dictyna vittata Keyserling, 1883 — Perù
- Dictyna volucripes Keyserling, 1881 — Nordamerica 
  - Dictyna volucripes volucripoides Ivie, 1947 — USA
- Dictyna vultuosa Keyserling, 1881 — Perù
- Dictyna xinjiangensis Song, Wang & Yang, 1985 — Cina
- Dictyna xizangensis Hu & Li, 1987 — Cina
- Dictyna yongshun Yin, Bao & Kim, 2001 — Cina
- Dictyna zhangmuensis Hu, 2001 — Cina

## Dictynomorpha
Dictynomorpha Spassky, 1939
- Dictynomorpha bedeshai (Tikader, 1966) — India, Isole Andamane
- Dictynomorpha marakata (Sherriffs, 1927) — India
- Dictynomorpha smaragdula (Simon, 1905) — Sri Lanka
- Dictynomorpha strandi Spassky, 1939 — Asia centrale

## Emblyna
Emblyna Chamberlin, 1948
- Emblyna acoreensis Wunderlich, 1992 — Isole Azzorre
- Emblyna aiko (Chamberlin & Gertsch, 1958) — USA
- Emblyna altamira (Gertsch & Davis, 1942) — USA, Messico, Grandi Antille
- Emblyna angulata (Emerton, 1915) — USA
- Emblyna annulipes (Blackwall, 1846) — Regione olartica
- Emblyna ardea (Chamberlin & Gertsch, 1958) — USA
- Emblyna artemisia (Ivie, 1947) — USA
- Emblyna borealis (O. P.-Cambridge, 1877) — Russia, USA, Canada, Groenlandia 
  - Emblyna borealis cavernosa (Jones, 1947) — USA
- Emblyna branchi (Chamberlin & Gertsch, 1958) — USA
- Emblyna brevidens (Kulczynski, 1897) — Regione paleartica
- Emblyna budarini Marusik, 1988 — Russia
- Emblyna burjatica (Danilov, 1994) — Russia
- Emblyna callida (Gertsch & Ivie, 1936) — USA, Messico
- Emblyna capens Chamberlin, 1948 — USA
- Emblyna chitina (Chamberlin & Gertsch, 1958) — Alaska, Canada
- Emblyna completa (Chamberlin & Gertsch, 1929) — USA
- Emblyna completoides (Ivie, 1947) — USA, Canada
- Emblyna consulta (Gertsch & Ivie, 1936) — Nordamerica
- Emblyna cornupeta (Bishop & Ruderman, 1946) — USA, Messico
- Emblyna coweta (Chamberlin & Gertsch, 1958) — USA
- Emblyna crocana Chamberlin, 1948 — USA
- Emblyna cruciata (Emerton, 1888) — USA, Canada
- Emblyna decaprini (Kaston, 1945) — USA
- Emblyna evicta (Gertsch & Mulaik, 1940) — USA
- Emblyna florens (Ivie & Barrows, 1935) — USA
- Emblyna formicaria Baert, 1987 — Isole Galapagos
- Emblyna francisca (Bishop & Ruderman, 1946) — USA
- Emblyna hentzi (Kaston, 1945) — USA, Canada
- Emblyna horta (Gertsch & Ivie, 1936) — USA
- Emblyna hoya (Chamberlin & Ivie, 1941) — USA
- Emblyna iviei (Gertsch & Mulaik, 1936) — USA, Messico
- Emblyna joaquina (Chamberlin & Gertsch, 1958) — USA
- Emblyna jonesae (Roewer, 1955) — USA
- Emblyna kaszabi Marusik & Koponen, 1998 — Mongolia
- Emblyna klamatha (Chamberlin & Gertsch, 1958) — USA
- Emblyna lina (Gertsch, 1946) — USA, Messico
- Emblyna linda (Chamberlin & Gertsch, 1958) — USA
- Emblyna littoricolens (Chamberlin & Ivie, 1935) — USA
- Emblyna manitoba (Ivie, 1947) — USA, Canada
- Emblyna mariae Chamberlin, 1948 — USA, Messico
- Emblyna marissa (Chamberlin & Gertsch, 1958) — USA
- Emblyna maxima (Banks, 1892) — USA, Canada
- Emblyna melva (Chamberlin & Gertsch, 1958) — USA
- Emblyna mitis (Thorell, 1875) — Regione paleartica
- Emblyna mongolica Marusik & Koponen, 1998 — Russia, Mongolia
- Emblyna nanda (Chamberlin & Gertsch, 1958) — USA
- Emblyna oasa (Ivie, 1947) — USA
- Emblyna olympiana (Chamberlin, 1919) — USA
- Emblyna orbiculata (Jones, 1947) — USA
- Emblyna oregona (Gertsch, 1946) — USA
- Emblyna osceola (Chamberlin & Gertsch, 1958) — USA
- Emblyna oxtotilpanensis (Jiménez & Luz, 1986) — Messico
- Emblyna palomara Chamberlin, 1948 — USA
- Emblyna peragrata (Bishop & Ruderman, 1946) — USA, Canada, Alaska
- Emblyna phylax (Gertsch & Ivie, 1936) — USA, Canada
- Emblyna pinalia (Chamberlin & Gertsch, 1958) — USA
- Emblyna piratica (Ivie, 1947) — USA
- Emblyna reticulata (Gertsch & Ivie, 1936) — USA, Messico
- Emblyna roscida (Hentz, 1850) — America settentrionale e centrale
- Emblyna saylori (Chamberlin & Ivie, 1941) — USA
- Emblyna scotta Chamberlin, 1948 — USA, Messico
- Emblyna seminola (Chamberlin & Gertsch, 1958) — USA
- Emblyna serena (Chamberlin & Gertsch, 1958) — USA
- Emblyna shasta (Chamberlin & Gertsch, 1958) — USA
- Emblyna shoshonea (Chamberlin & Gertsch, 1958) — USA
- Emblyna stulta (Gertsch & Mulaik, 1936) — USA
- Emblyna sublata (Hentz, 1850) — USA
- Emblyna sublatoides (Ivie & Barrows, 1935) — USA
- Emblyna suprenans (Chamberlin & Ivie, 1935) — USA
- Emblyna suwanea (Gertsch, 1946) — USA
- Emblyna teideensis Wunderlich, 1992 — Isole Canarie
- Emblyna uintana (Chamberlin, 1919) — USA
- Emblyna wangi (Song & Zhou, 1986) — Russia, Mongolia, Cina
- Emblyna zaba (Barrows & Ivie, 1942) — USA
- Emblyna zherikhini (Marusik, 1988) — Russia

## Hackmania
Hackmania Lehtinen, 1967
- Hackmania prominula (Tullgren, 1948) — Regione olartica
- Hackmania saphes (Chamberlin, 1948) — USA

## Helenactyna
Helenactyna Benoit, 1977
- Helenactyna crucifera (O. P.-Cambridge, 1873) — Isola di Sant'Elena
- Helenactyna vicina Benoit, 1977 — Isola di Sant'Elena

## Hoplolathys
Hoplolathys Caporiacco, 1947
- Hoplolathys aethiopica Caporiacco, 1947 — Etiopia

## Iviella
Iviella Lehtinen, 1967
- Iviella newfoundlandensis Pickavance & Dondale, 2010 — Canada
- Iviella ohioensis (Chamberlin & Ivie, 1935) — USA
- Iviella reclusa (Gertsch & Ivie, 1936) — USA

## Lathys
Lathys Simon, 1884
- Lathys affinis (Blackwall, 1862) — Madeira
- Lathys alberta Gertsch, 1946 — USA, Canada, Alaska, Russia
- Lathys albida Gertsch, 1946 — USA
- Lathys annulata Bösenberg & Strand, 1906 — Giappone
- Lathys bin Marusik & Logunov, 1991 — Isole Curili
- Lathys borealis Zhang, Hu & Zhang, 2012 — Cina
- Lathys brevitibialis Denis, 1956 — Marocco
- Lathys cambridgei (Simon, 1874) — Israele
- Lathys changtunesis Hu, 2001 — Cina
- Lathys chishuiesis Zhang, Yang & Zhang, 2009 — Cina
- Lathys coralynae Gertsch & Davis, 1942 — Messico
- Lathys delicatula (Gertsch & Mulaik, 1936) — USA
- Lathys dentichelis (Simon, 1883) — Isole Azzorre, Isole Canarie
- Lathys dihamata Paik, 1979 — Corea
- Lathys dixiana Ivie & Barrows, 1935 — USA
- Lathys foxi (Marx, 1891) — USA
- Lathys heterophthalma Kulczynski, 1891 — Francia, Croazia
- Lathys humilis (Blackwall, 1855) — Regione paleartica 
  - Lathys humilis meridionalis (Simon, 1874) — Spagna, Francia, Corsica, Africa settentrionale
- Lathys immaculata (Chamberlin & Ivie, 1944) — USA
- Lathys insulana Ono, 2003 — Giappone
- Lathys jubata (Denis, 1947) — Francia
- Lathys lehtineni Kovblyuk, Kastrygina & Omelko, 2014 — Ucraina
- Lathys lepida O. P.-Cambridge, 1909 — Gran Bretagna (introdotto dalla Spagna)
- Lathys lutulenta Simon, 1914 — Francia
- Lathys maculina Gertsch, 1946 — USA
- Lathys maculosa (Karsch, 1879) — Giappone
- Lathys maura (Simon, 1910) — Algeria
- Lathys mussooriensis Biswas & Roy, 2008 — India
- Lathys narbonensis (Simon, 1876) — Francia, Italia
- Lathys nielseni (Schenkel, 1932) — Europa
- Lathys pallida (Marx, 1891) — USA, Canada
- Lathys pygmaea Wunderlich, 2011 — isole Canarie
- Lathys sexoculata Seo & Sohn, 1984 — Corea, Giappone
- Lathys sexpustulata (Simon, 1878) — Francia
- Lathys simplicior (Dalmas, 1916) — Algeria
- Lathys sindi (Caporiacco, 1934) — Karakorum
- Lathys spiralis Zhang, Hu & Zhang, 2012 — Cina
- Lathys stigmatisata (Menge, 1869) — Regione paleartica
- Lathys subalberta Zhang, Hu & Zhang, 2012 — Cina
- Lathys subhumilis Zhang, Hu & Zhang, 2012 — Cina
- Lathys subviridis Denis, 1937 — Algeria
- Lathys sylvania Chamberlin & Gertsch, 1958 — USA
- Lathys teideensis Wunderlich, 1992 — Isole Canarie
- Lathys truncata Danilov, 1994 — Russia

## Mallos
Mallos O. P.-Cambridge, 1902
- Mallos blandus Chamberlin & Gertsch, 1958 — USA
- Mallos bryantae Gertsch, 1946 — USA, Messico
- Mallos chamberlini Bond & Opell, 1997 — Messico
- Mallos dugesi (Becker, 1886) — USA, Messico
- Mallos flavovittatus (Keyserling, 1881) — Venezuela, Perù
- Mallos gertschi Bond & Opell, 1997 — Messico
- Mallos gregalis (Simon, 1909) — Messico
- Mallos hesperius (Chamberlin, 1916) — dal Messico al Paraguay
- Mallos kraussi Gertsch, 1946 — Messico
- Mallos macrolirus Bond & Opell, 1997 — Messico
- Mallos margaretae Gertsch, 1946 — Costa Rica, Panama
- Mallos mians (Chamberlin, 1919) — USA, Messico
- Mallos nigrescens (Caporiacco, 1955) — Venezuela
- Mallos niveus O. P.-Cambridge, 1902 — USA, Messico
- Mallos pallidus (Banks, 1904) — USA, Messico
- Mallos pearcei Chamberlin & Gertsch, 1958 — USA

## Marilynia
Marilynia Lehtinen, 1967
- Marilynia bicolor (Simon, 1870) — dall'Europa all'Asia centrale, Africa settentrionale 
  - Marilynia bicolor littoralis (Denis, 1959) — Francia

## Mashimo
Mashimo Lehtinen, 1967
- Mashimo leleupi Lehtinen, 1967 — Zambia

## Mastigusa
Mastigusa Menge, 1854
- Mastigusa arietina (Thorell, 1871) — Regione paleartica
- Mastigusa lucifuga (Simon, 1898) — Francia
- Mastigusa macrophthalma (Kulczynski, 1897) — Ungheria, Penisola balcanica, Russia

## Mexitlia
Mexitlia Lehtinen, 1967
- Mexitlia altima Bond & Opell, 1997 — Messico
- Mexitlia grandis (O. P.-Cambridge, 1896) — Messico
- Mexitlia trivittata (Banks, 1901) — USA, Messico

## Mizaga
Mizaga Simon, 1898
- Mizaga chevreuxi Simon, 1898 — Senegal
- Mizaga racovitzai (Fage, 1909) — Mar Mediterraneo

## Nigma
Nigma Lehtinen, 1967
- Nigma conducens (O. P.-Cambridge, 1876) — Africa settentrionale
- Nigma flavescens (Walckenaer, 1830) — Regione paleartica
- Nigma gertschi (Berland & Millot, 1940) — Senegal
- Nigma gratiosa (Simon, 1881) — Portogallo, Spagna, Africa settentrionale
- Nigma hortensis (Simon, 1870) — Spagna, Francia, Algeria
- Nigma laeta (Spassky, 1952) — Asia centrale
- Nigma linsdalei (Chamberlin & Gertsch, 1958) — USA
- Nigma longipes (Berland, 1914) — Africa orientale
- Nigma puella (Simon, 1870) — Europa, Isole Azzorre, Madeira, Isole Canarie
- Nigma shiprai (Tikader, 1966) — India
- Nigma tristis (Spassky, 1952) — Tagikistan
- Nigma tuberosa Wunderlich, 1987 — Isole Canarie
- Nigma vulnerata (Simon, 1914) — Mar Mediterraneo
- Nigma walckenaeri (Roewer, 1951) — Regione paleartica

## Paradictyna
Paradictyna Forster, 1970
- Paradictyna ilamia Forster, 1970 — Nuova Zelanda
- Paradictyna rufoflava (Chamberlain, 1946) — Nuova Zelanda

## Penangodyna
Penangodyna Wunderlich, 1995
- Penangodyna tibialis Wunderlich, 1995 — Malaysia

## Phantyna
Phantyna Chamberlin, 1948
- Phantyna bicornis (Emerton, 1915) — USA, Canada
- Phantyna estebanensis (Simon, 1906) — Venezuela
- Phantyna mandibularis (Taczanowski, 1874) — dal Messico al Brasile
- Phantyna meridensis (Caporiacco, 1955) — Venezuela
- Phantyna micro (Chamberlin & Ivie, 1944) — USA
- Phantyna mulegensis (Chamberlin, 1924) — USA, Messico
- Phantyna pixi (Chamberlin & Gertsch, 1958) — USA
- Phantyna provida (Gertsch & Mulaik, 1936) — USA
- Phantyna remota (Banks, 1924) — Isole Galapagos
- Phantyna rita (Gertsch, 1946) — USA
- Phantyna segregata (Gertsch & Mulaik, 1936) — USA, Messico
- Phantyna terranea (Ivie, 1947) — USA
- Phantyna varyna (Chamberlin & Gertsch, 1958) — USA, Messico 
  - Phantyna varyna miranda (Chamberlin & Gertsch, 1958) — USA

## Qiyunia
Qiyunia Song & Xu, 1989
- Qiyunia lehtineni Song & Xu, 1989 — Cina

## Rhion
Rhion O. P.-Cambridge, 1870
- Rhion pallidum O. P.-Cambridge, 1870 — Sri Lanka

## Saltonia
Saltonia Chamberlin & Ivie, 1942
- Saltonia incerta (Banks, 1898) — USA

## Scotolathys
Scotolathys Simon, 1884
- Scotolathys simplex Simon, 1884 — Algeria, Spagna, Grecia, Ucraina

## Shango
Shango Lehtinen, 1967
- Shango capicola (Strand, 1909) — Sudafrica

## Sudesna
Sudesna Lehtinen, 1967
- Sudesna anaulax (Simon, 1908) — Australia occidentale
- Sudesna circularis Zhang & Li, 2011 — Cina
- Sudesna digitata Zhang & Li, 2011 — Cina
- Sudesna grammica (Simon, 1893) — Filippine
- Sudesna grossa (Simon, 1906) — India
- Sudesna hedini (Schenkel, 1936) — Cina, Corea

## Tahuantina
Tahuantina Lehtinen, 1967
- Tahuantina zapfeae Lehtinen, 1967 — Cile

## Tandil
Tandil Mello-Leitão, 1940
- Tandil nostalgicus Mello-Leitão, 1940 — Argentina

## Thallumetus
Thallumetus Simon, 1893
- Thallumetus acanthochirus Simon, 1904 — Cile
- Thallumetus dulcineus Gertsch, 1946 — Panama
- Thallumetus latifemur (Soares & Camargo, 1948) — Brasile
- Thallumetus octomaculellus (Gertsch & Davis, 1937) — Messico
- Thallumetus parvulus Bryant, 1942 — Isole Vergini
- Thallumetus pineus (Chamberlin & Ivie, 1944) — USA
- Thallumetus pullus Chickering, 1952 — Panama
- Thallumetus pusillus Chickering, 1950 — Panama
- Thallumetus salax Simon, 1893 — Venezuela
- Thallumetus simoni Gertsch, 1945 — Guyana

## Tivyna
Tivyna Chamberlin, 1948
- Tivyna moaba (Ivie, 1947) — USA
- Tivyna pallida (Keyserling, 1887) — USA
- Tivyna petrunkevitchi (Gertsch & Mulaik, 1940) — USA
- Tivyna spatula (Gertsch & Davis, 1937) — USA, Messico, Cuba, Isole Bahama

## Tricholathys
Tricholathys Chamberlin & Ivie, 1935
- Tricholathys cascadea Chamberlin & Gertsch, 1958 — USA
- Tricholathys hansi (Schenkel, 1950) — USA
- Tricholathys hirsutipes (Banks, 1921) — USA
- Tricholathys jacinto Chamberlin & Gertsch, 1958 — USA
- Tricholathys knulli Gertsch & Mulaik, 1936 — USA
- Tricholathys monterea Chamberlin & Gertsch, 1958 — USA
- Tricholathys relicta Ovtchinnikov, 2001 — Kirghizistan
- Tricholathys rothi Chamberlin & Gertsch, 1958 — USA
- Tricholathys saltona Chamberlin, 1948 — USA
- Tricholathys spiralis Chamberlin & Ivie, 1935 — USA

## Viridictyna
Viridictyna Forster, 1970
- Viridictyna australis Forster, 1970 — Nuova Zelanda
- Viridictyna kikkawai Forster, 1970 — Nuova Zelanda
- Viridictyna nelsonensis Forster, 1970 — Nuova Zelanda
- Viridictyna parva Forster, 1970 — Nuova Zelanda
- Viridictyna picata Forster, 1970 — Nuova Zelanda

## Yorima
Yorima Chamberlin & Ivie, 1942
- Yorima albida Roth, 1956 — USA
- Yorima angelica Roth, 1956 — USA
- Yorima antillana (Bryant, 1940) — Cuba
- Yorima flava (Chamberlin & Ivie, 1937) — USA
- Yorima sequoiae (Chamberlin & Ivie, 1937) — USA
- Yorima subflava Chamberlin & Ivie, 1942 — USA